# Beyond Magnetic
Beyond Magnetic — другий мініальбом американського хеві-метал-гурту Metallica. Він вийшов до ювілейних концертів, присвячених 30-річчю гурту, під час яких вони випускали по одній новій пісні протягом усіх чотирьох днів концертів. Спочатку альбом вийшов у вигляді цифрового завантаження ексклюзивно на iTunes 13 грудня 2011 року. Усі чотири пісні, представлені на Beyond Magnetic, були записані для сесій Death Magnetic, але не були видані. Beyond Magnetic вийшов на CD 30 січня 2012 року за кордоном і наступного дня у США. Станом на вересень 2016 року було продано понад 210 000 копій у США

## Реліз
Гурт сказав наступне про EP:
Під час альбомних сесій "Death Magnetic" у 2007 і 2008 роках ми спочатку записали 14 пісень. Коли прийшов час вибирати пісні для фінального альбому, ми зупинилися на 10 піснях, з якими ви всі познайомилися за останні три роки... Деякі з вас, можливо, чули уривки цих пісень на "Mission Metallica" (пам'ятаєте "Mission Metallica"?!) або чули чутки про них під час процесу запису, і ставили собі питання: "Що ж сталося з тими чотирма іншими піснями?". Ми тримали їх у сховищі і вирішили витягнути тільки для цього особливого святкування, тому ось чотири треки, що залишилися від сесій "Death Magnetic". Це чорнові мікси, незавершені до початкового рівня зведення з березня 2008 року. Ці чотири пісні були випущені як подарунок нашим найближчим шанувальникам, членам нашого фан-клубу. Тепер вони стають доступними для вас.

.3 січня 2012 року Metallica оголосила, що Beyond Magnetic вийде на CD 31 січня в США і 30 січня в інших країнах. Також було оголошено, що мініальбом вийде на вінілі та буде доступний 21 квітня на честь Дня музичного магазину.
Рецензії на Beyond Magnetic були переважно позитивними. AllMusic оцінив його на чотири з п'яти зірок, а рецензент Стівен Ерлвайн назвав EP «таким же потужним, як і його батько 2008 року». Consequence of Sound, однак, визнав альбом «безглуздим», оскільки кращий матеріал гурту вже був успішно зібраний для Death Magnetic, залишивши «пів години грубої нарізки» позаду «з поважної причини».
За перший тиждень продажів Beyond Magnetic розійшовся тиражем 36 000 копій і посів 29-те місце в чарті Billboard 200. Станом на вересень 2016 року альбом розійшовся накладом 210 000 копій у Сполучених Штатах.

## Трек-лист
Автор музики Metallica. 
| # | Назва | Тривалість |
| - | ----- | ---------- |

| 1. | «Hate Train»         | 6:59 |
| 2. | «Just a Bullet Away» | 7:11 |
| 3. | «Hell and Back»      | 6:57 |
| 4. | «Rebel of Babylon»   | 8:01 |
|    |                      |      |

## Кредити
Написання, виконання та титри адаптовані з приміток до альбому.

### Персонал

#### Metallica
- Джеймс Хетфілд — вокал, ритм-гітара, соло-гітара в «Just a Bullet Away»
- Кірк Геммет — соло-гітара, ритм-гітара в «Just a Bullet Away»
- Роберт Трухільо — бас
- Ларс Ульріх — ударні

#### Виробництво
- Рік Рубін — виробництво
- Ліндсей Чейз — координація виробництва
- Кент Матке — координація виробництва (лише в штаб-квартирі)
- Грег Фідельман — запис
- Майк Гілліс — запис
- Сара Лін Кілліон — асистент звукозапису
- Джошуа Сміт — асистент запису
- Адам Фуллер — асистент звукозапису
- Владо Меллер — мастеринг

#### Мистецтво та Дизайн
- Антон Корбійн — фотографія

### Студії
- Sound City Studios, Лос-Анджелес, Каліфорнія — запис
- Шангрі Ла, Малібу, Каліфорнія — запис
- Штаб-квартира, Сан-Рафаель, Каліфорнія — запис
- Masterdisk — мастеринг

| Чарт (2011)                                          | Найвища позиція |
| ---------------------------------------------------- | --------------- |
| Австралія Australian Albums (ARIA)                   | 19              |
| Канада Canadian Albums (Billboard)                   | 29              |
| Німеччина German Albums (Offizielle Top 100)         | 22              |
| Угорщина Hungarian Albums (MAHASZ)                   | 12              |
| Японія Japanese Albums (Oricon)                      | 50              |
| Нова Зеландія New Zealand Albums (Recorded Music NZ) | 22              |
| Шотландія Scottish Albums (OCC)                      | 23              |
| Південна Корея Korean Albums (GAON)                  | 44              |
| Південна Корея Korean International Albums (GAON)    | 8               |
| Велика Британія UK Digital Albums (OCC)              | 13              |
| Велика Британія UK Rock & Metal Albums (OCC)         | 1               |
| США Billboard 200                                    | 29              |
| США Digital Albums (Billboard)                       | 2               |
| США Top Alternative Albums (Billboard)               | 5               |
| США Top Hard Rock Albums (Billboard)                 | 2               |
| США Top Rock Albums (Billboard)                      | 6               |
| США Top Tastemaker Albums (Billboard)                | 6               |

| Чарт (2012)                    | Позиція |
| ------------------------------ | ------- |
| US Top Rock Albums (Billboard) | 54      |

## Історія Випуску
| Регіон           | Дата           | Мітка        | Формат   |
| ---------------- | -------------- | ------------ | -------- |
| Світовий         | 13 грудня 2011 | Warner Bros. | цифровий |
| Міжнародний      | 30 січня 2012  | Warner Bros. | CD       |
| Сполучені Штати  | 31 січня 2012  | Warner Bros. | CD       |
| Північна Америка | 21 квітня 2012 | Warner Bros. | Вініл    |